# Kelcie McCray
Kelcie Jerome McCray (Columbus, 21 settembre 1988) è un giocatore di football americano statunitense che milita nel ruolo di safety nella National Football League (NFL).

## Biografia

### Miami Dolphins
Dopo avere giocato al college alla Arkansas State University e non essere stato scelto nel Draft NFL 2012, McCray firmò coi Miami Dolphins. Una frattura al piede lo costrinse però a perdere tutta la sua prima stagione. Debuttò come professionista nella successiva, disputando quattro gare prima di venire svincolato.

### Tampa Bay Buccaneers
IL 2 ottobre 2013, McCray firmò coi Tampa Bay Buccaneers, con cui concluse l'annata disputando complessivamente 15 presenze, 11 delle quali con Tampa Bay, mettendo a segno 12 tackle.

### Kansas City Chiefs
IL 21 agosto 2014, McCray fu scambiato coi Kansas City Chiefs per la guardia Rishaw Johnson. Dopo avere disputato tutte le 16 gare della stagione regolare 2014, il 31 marzo 2015 rifirmò coi Chiefs.

### Seattle Seahawks
Il 5 settembre 2015, McCray fu scambiato coi Seattle Seahawks per una scelta del quinto giro. Nella settimana 15 contro i Browns disputò la prima gara come titolare in carriera al posto dell'infortunato Kam Chancellor terminando la sua prova con 8 tackle e un passaggio deviato. La sua annata si chiuse disputando per la prima volta tutte le 16 partite (le ultime 3 come titolare) con 37 tackle e 2 passaggi deviati.